# Pražské kvarteto
Pražské kvarteto bylo smyčcové kvarteto působící v Praze v období mezi léty 1920 až 1966. Pražské kvarteto patřilo vedle Ševčíkova-Lhotského kvarteta a Českého kvarteta mezi nejvýznamnější komorní soubory meziválečného období.

## Historie souboru
Začátky souboru sahají do roku 1920, kdy violista Ladislav Černý, tehdejší člen Orchestru Královské opery v Lublani, založil se svými kolegy z orchestru Zikovo kvarteto. Primáriem byl Richard Zika, violoncellistou byl jeho bratr Ladislav Zika a sekundistou Karel Sancin. 
První veřejný koncert kvarteta se konal 22. března 1920 v jugoslávské Ptuji. Následovala vystoupení v dalších městech (Maribor, Lublaň, Záhřeb, Celje). 
V září 1921 kvarteto přesídlilo do Prahy a od roku 1929 neslo název Pražské kvarteto. Pod uměleckým vedením Ladislava Černého dosáhlo mnoha významných úspěchů. V roce 1922 se zúčastnilo mezinárodního festivalu soudobé hudby v německém Donaueschingenu, kde se Ladislav Černý spřátelil s Paulem Hindemithem (jeho Sonáta op. 25 č. 1 pro sólovou violu je věnována právě Černému). Na festivalovém koncertu Mezinárodní společnosti pro soudobou hudbu v Salcburku v roce 1924 provedlo premiéru Schulhoffových Pěti kusů pro smyčcové kvarteto a Smyčcového sextetu s Paulem Hindemithem (viola) a Rudolphem Hindemithem (violoncello) - obě skladby byly kvartetu věnovány. V září 1925 navštívilo Benátky, kde uvedlo světovou premiéru Smyčcového kvartetu č. 1 "Z podnětu Tolstého Kreutzerovy sonáty" Leoše Janáčka. 
Ve dvacátých letech kvarteto koncertovalo na dalších festivalech v zahraničí, např. ve Španělsku s Baleárskými ostrovy (1924), v Dánsku (1925), Maroku a Gibraltaru (1925), Rakousku, Německu, Irsku a Velké Británii (1927), Argentině, Brazílii a Uruguayi (1927), dále pak v Nizozemí (1928), Belgii (1930), Francii a Švýcarsku (1931), Finsku, Norsku a Švédsku (1931) či Islandu (1936). 
Nahrálo několik snímků pro společnost His Master's Voice ve Velké Británii. 
Často s ním spoluúčinkovali nejlepší umělci té doby, např. klavíristé Arthur Rubinstein, Rudolf Firkušný, František Maxián, Ella Ney, George Szell, Viktorie Švihlíková, Jan Heřman a mnozí další. Na domácí půdě vystoupilo kvarteto v Českém spolku pro komorní hudbu v Praze k poctě Antonína Dvořáka (1933) nebo na Evropském festivalu komorní hudby v Trenčianských Teplicích (1938). Provedlo také kompletní smyčcové kvartety Ludwiga van Beethovena (Göteborg 1936, Praha 1937) a Antonína Dvořáka (Praha 1941).
Po druhé světové válce Pražské kvarteto třikrát hostovalo na Mezinárodním hudebním festivalu Pražské jaro (1946, 1952, 1957). 
Nahrávalo též několikrát pro Československou televizi, Československý rozhlas či Supraphon. Tradicí se staly jeho koncerty pro Svaz českých skladatelů, kde nadšeně propagovalo díla Vítězslava Nováka, Josefa Bohuslava Foerstera, Pavla Bořkovce, Iši Krejčího, Václava Trojana, Pavla Haase, Otakara Ostrčila, Jaroslava Ježka, Emila Františka Buriana, Karla Boleslava Jiráka, Jaroslava Křičky nebo Jana Tausingera. Vedle domácích koncertů kvarteto ještě absolvovalo několik zahraničních zájezdů.
Činnost Pražského kvarteta byla ukončena v březnu 1966. Během úctyhodných čtyřiceti šesti let činnosti odehrál soubor 1381 koncertů, které byly velmi příznivě hodnoceny zahraniční hudební kritikou.

## Členové
1. housle
- Richard Zika (1920–1933)
- Willibald Schweyda (1933–1941)
- Alexandr Plocek (1941–1951)
- Josef Suk (1951)
- Břetislav Novotný (1951–1954)
- Karel Šroubek (1954–1966)

2. housle
- Karel Sancin (1920–1923)
- Herbert Berger (1923–1954)
- Břetislav Novotný (1954–1955)
- Jiří Baxa (1955–1966)

Viola
- Ladislav Černý (1920–1966)

Violoncello
- Ladislav Zika (1920–1929)
- Václav Černý (1929–1931)
- Miloš Sádlo (1931–1933)
- Ivan Večtomov (1933–1941, 1951–1966)
- Josef Šimandl (1941–1951)